# Харагути, Нориюки
Нориюки Харагути (яп. 原口 典之 Харагути Нориюки, 1946 – 27 августа 2020) — современный японский скульптор.

## Творчество
Скульптор-абстракционист, Нориюки рассматривает своё искусство через призму индивидуального восприятия окружающего и в соответствии с эстетическими качествами используемого материала. Традиционные оценки художественных произведений, такие как уникальность или красота, не имеют для него значения. Выросший в крупном портовом городе Нориюки, с детства привыкший к гигантским масляным плёнкам на поверхности океана, позднее в своих крупных проектах проверяет отражаемость различных материалов (в том числе и нефтепродуктов) и использует её для создания необходимого эффекта. Гладкая зелёная поверхность настенных скульптур Нориюки рефлектирует лучи света и предлагает зрителю использовать собственную фантазию для понимания и толкования увиденного. Скульптор также использует контрасты между массой или размерами своих алюминиевых конструкций или кажущийся покой своих «витающих» настенных объектов, чтобы добиться иллюзии постоянно меняющейся действительности.

## Избранные выставки
- Выставка современного искусства documenta 6, Кассель, (1977)
- Процесс конструирования I, Лодзь (1981)
- Цвет и (или) одноцветность, Национальный музей современного искусства (Токио), Национальный музей современного искусства (Киото) (1989—1990)